# Mastrus pictipes
Mastrus pictipes är en stekelart som först beskrevs av Johann Ludwig Christian Gravenhorst 1829.  Mastrus pictipes ingår i släktet Mastrus och familjen brokparasitsteklar. Arten är reproducerande i Sverige. Inga underarter finns listade i Catalogue of Life.